# Chevrolet Indy V6
La Chevrolet Indy V6 est un moteur développé et produit par Chevrolet-Ilmor, qui est utilisé en IndyCar Series depuis 2012. 
Il a depuis gagné 6 titres constructeurs (de 2012 à 2017) et équipe, en 2021, 8 écuries sur les 13 présentes (A. J. Foyt Enterprises, Arrow McLaren SP, Carlin, Dreyer & Reinbold Racing, Ed Carpenter Racing, Paretta Autosport, Team Penske et Top Gun Racing)

## Spécifications
- Moteur : Chevrolet V6 - bi-turbo hybride
- Cylindrée : 2 200 cm3
- Puissance : 550-700 ch (en fonction du type de circuit)[2],[3]
- Régime maximal : 12,000-12,200 rpm (push-to-pass)
- Poids : 112,5 kg
- Système de lubrification : Carter sec
- Turbocompresseurs : 2 x BorgWarner EFR7163
- Pression turbo (speedway / ovales 1.5 mile / routier/urbain / push-to-pass) :  1,3 bar / 1,4 bar / 1,5-1,6 bar / 1,65 bar
- Arbres à cames : Double arbre à cames en tête (DOHC)
- Soupapes : 4 soupapes (titane) par cylindre
- Injection : Injection directe Hitachi / Bosch (300 bars)
- Carburant : Sunoco Éthanol E85
- Bloc moteur : Aluminium
- Vilebrequin : Acier
- Bielles : Acier
- Pistons : Acier
- Système de traction : ETC
- ECU : McLaren Electronics - TAG-400I
- Durée de vie : 2,500–2,850 miles
- Boite de vitesse : Xtrac #1011
- Type : Séquentielle semi-automatique
- Lubrifiants: Shell Helix Ultra ou Pennzoil Ultra Platinum (Team Penske) / Peak Motor Oil (autres écuries)

### Application
- Dallara DW12